# Prova de Coombs

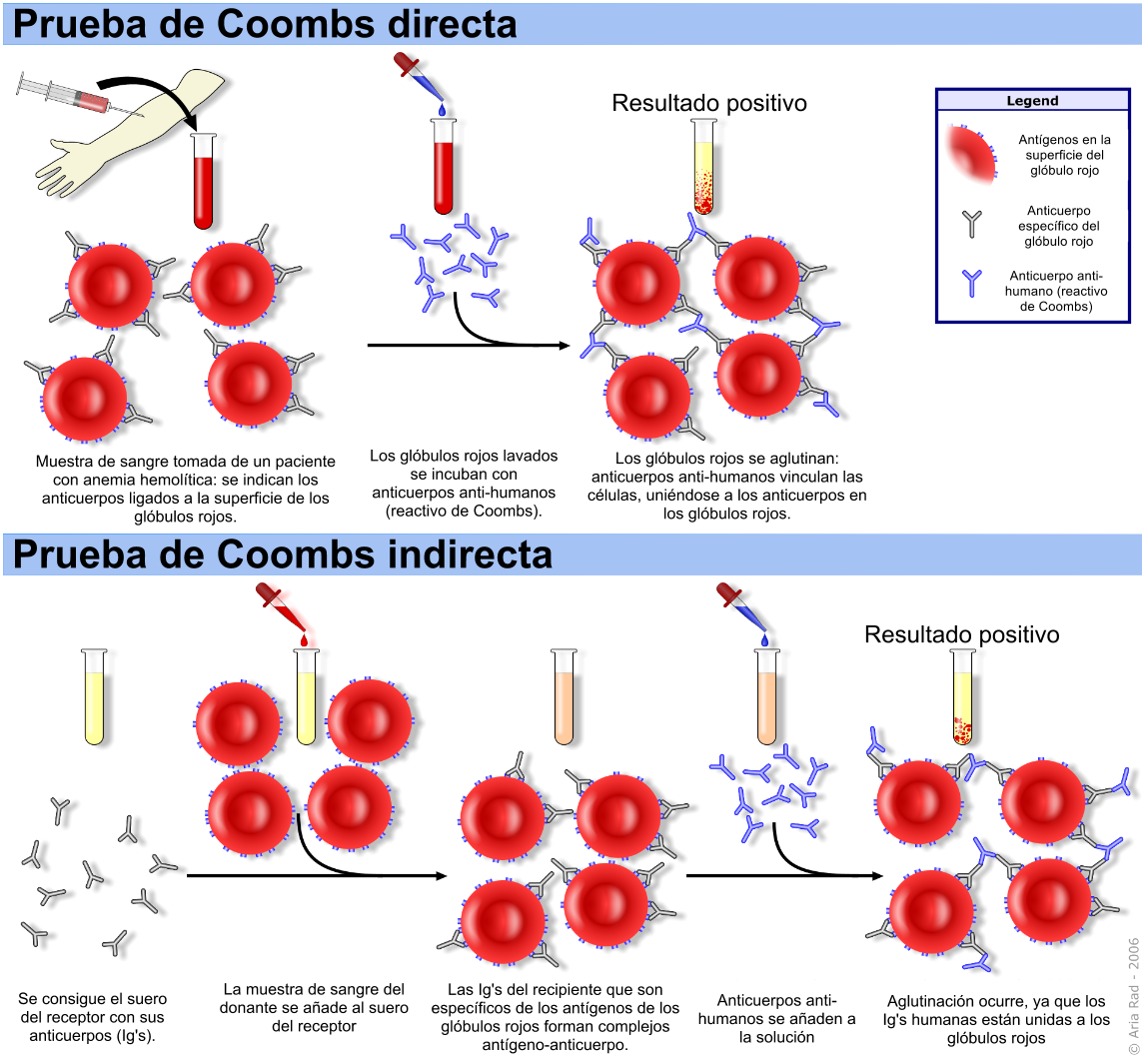
Esquema de les dues proves de Coombs.

La prova de Coombs (també coneguda com a prova d'antiglobulina) és un examen sanguini utilitzat en hematologia i immunologia. Aquest anàlisi permet detectar la presència d'anticossos en sèrum que reaccionaran amb antígens presents a la superfície dels glòbuls vermells. Existeixen dos tipus de prova: Coombs directe i Coombs indirecte.
La prova de Coombs directa determine anticossos ja units a la membrana eritrocitària, mentre que la prova de Coombs indirecte detecte anticossos lliures que podran reaccionar amb eritròcits que presentin l'antigen específic.

## Mecanisme
Ambdues proves utilitzen l'antisèrum denominat reactiu de Coombs. Aquest reactiu és una barreja d'anticossos d'animals immunitzats amb IgG, IgM i/o complement humà (principalment són IgG de conill anti-humà).
Aquests anticossos s'uneixen als anticossos propis (autoanticossos) que es troben a la superfície dels eritròcits provocant que les cèl·lules s'aglutinin i donin un resultat positiu per a la prova. L'absència d'aglutinació dona un resultat negatiu.

## Història
Aquesta prova va ser descrita per primer cop pels científics Rob Race, Arthur Morant i Robin Coombs (d'aquí li ve el nom) l'any 1945.

## Prova de Coombs directe
La prova directe s'utilitza per determinar si hi ha complement o anticossos ja fixats a la superfície eritrocitària de la mostra obtinguda directament del pacient. A través d'una extracció sanguínia i un posterior rentat cel·lular, s'afegeix el reactiu de Coombs. Els anticossos del reactiu s'uneixen a les IgGs, IgMs o al complement que es troba unit a la membrana dels glòbuls vermells i l'aglutinació d'aquests dona un resultat positiu.

### Patologies associades a un resultat positiu
- Anèmies hemolítiques induïdes per fàrmacs
- Anèmies hemolítiques autoimmunes
- Reaccions transfusionals
- Malaltia hemolítica del nounat.
- Trastorns limfoproliferatius com la leucèmia limfocítica crònica
- Mononucleosi infecciosa

Algunes patologies com la talassèmia o l'esferocitosis hereditària poden causar una hemòlisi no immunitària. Aquests transtrons no estan associats a un resultat positiu, ja que no son causades per anticossos.

## Prova de Coombs indirecte
Es detecten anticossos específics a certs antígens que no han d'estar necessàriament presentats als eritròcits del donant però ho poden estar en el del receptor. En aquest cas es barreja el sèrum del donant amb les cèl·lules del receptor i s'afegeix el reactiu. Si dona aglutinació és positiu.
Una prova que s'utilitza Coombs indirecte és per determinar si el factor Rh.